# Szihalom
Szihalom är en ort i Ungern.   Den ligger i provinsen Heves, i den centrala delen av landet, 110 km öster om huvudstaden Budapest. Szihalom ligger 106 meter över havet och antalet invånare är 2 120.
Terrängen runt Szihalom är platt. Runt Szihalom är det ganska glesbefolkat, med 36 invånare per kvadratkilometer. Närmaste större samhälle är Eger, 17,2 km nordväst om Szihalom. Trakten runt Szihalom består till största delen av jordbruksmark.